# Jorge Street
Jorge Street (Rio de Janeiro, 22 de dezembro de 1863 – São Paulo, 23 de fevereiro de 1939) foi um empresário e industrial brasileiro.
De origem diversa e multiétnica, formou-se em Medicina, foi um dos promotores do movimento do Centro Industrial do Brasil, no governo de Afonso Pena, que propugnava pelo protecionismo industrial.
Em 1917, na cidade de São Paulo, em uma região que atualmente pertence ao distrito do Belém, fundou a Companhia Nacional de Tecidos de Juta, uma fábrica de tecelagem de juta, mais precisamente entre o Rio Tietê e a Avenida Celso Garcia (que na época se chamava Avenida da Intendencia). Junto à fábrica, fundou a Vila Operária Maria Zélia, tida como a primeira vila operária do Brasil e, portanto, a pioneira das centenas de vilas operárias que se formariam em São Paulo nas próximas décadas. O nome foi uma homenagem à filha primogênita de Jorge Street que falecera de tuberculose em 1916.
Inaugurou na fábrica a primeira creche para filhos de operários.
Em 1919 defendeu o direito de greve e mais tarde, com a criação do Ministério do Trabalho (1930) dirigiu o Departamento Nacional da Indústria e Comércio. Publicou muitos artigos na imprensa diária e em revistas, encarecendo a necessidade da formação de uma consciência capitalística brasileira e de medidas de proteção aos operários.